# Индийский поход Тамерлана
Индийский поход Тамерлана — военная экспедиция эмира Тамерлана (Тимура) в Индию, осуществлённая им в 1398—1399 годах. Идеологическим обоснованием похода стал газават, хотя в Индии на тот момент уже существовал Делийский султанат.

## История

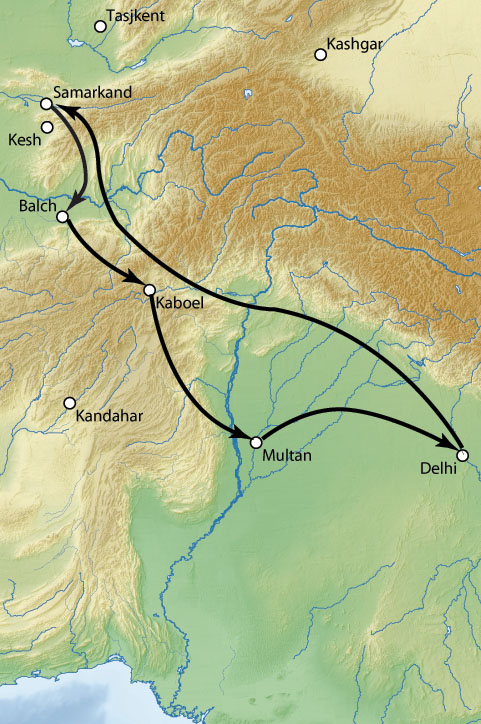
Маршрут похода

Военное движение началось в апреле 1398 года. Армия Пир-Мухаммеда (около 30 тыс. всадников) двинулась на Мултан через Сулеймановы горы и 6 месяцев осаждала его. Войска собственно Тамерлана начали двигаться через Термез к Самангану. Преодолев Гиндукуш в районе Баглана, войско Тамерлана миновало Андараб. Первыми жертвами похода стали кафиры-нуристанцы (сияхпуши). «Из голов неверных воздвигли башни», сообщает Шарафаддин Язди. В августе Тамерлан стоял в Кабуле, принимая послов. В сентябре Тамерлан пересёк Инд, а 6 октября достиг места впадения реки Джелам в Чинаб. Затем в течение октября были форсированы реки Рави и Биях. Армии Тамерлана и его внука Пир-Мухаммеда вновь соединились, хотя последний потерял почти всех своих лошадей. В конце октября он достиг Сахивала (Пенджаб), а в середине ноября была захвачена Сирса, а в конце осени Кайтхал. В декабре был занят город Панипат, где обитали гебры и манихеи. Затем в окрестностях Дели Тамерлан встретил сопротивление Маллу-хана, который выставил 30-тысячное войско.
10 декабря 1398 года войско делийского полководца было разгромлено. Чтобы не отягощать себя пленными, по сообщению Язди, Тамерлан казнил 100 тыс. индусов. Спустя неделю делийские султаны выставили 50-тысячное войско, но и здесь их ждало поражение. После этого Тамерлан занял Дели. Однако на этом поход не закончился. 7 января 1399 года Тамерлан захватил город Мират, где засели гебры. Идя далее на восток, Тамерлан достиг вод реки Ганг, на берегах которой он преследовал и уничтожал гебров. В феврале Тамерлан пересекает реку Джамна.
Оценки резни Тимура в Дели колеблются от 100 000 до 200 000 человек. Тимур не собирался оставаться в Индии или править ею. Он разграбил земли, которые пересёк, затем разграбил и сжёг Дели. В течение пяти дней Тимур и его армия устроили настоящую бойню. Затем он собрал и перевёз богатства, захватил женщин и рабов (особенно искусных ремесленников) и вернулся в Самарканд. Люди и земли в пределах Делийского султаната были оставлены в состоянии анархии, хаоса и чумы.